# Chimaltenango (Guatemala)

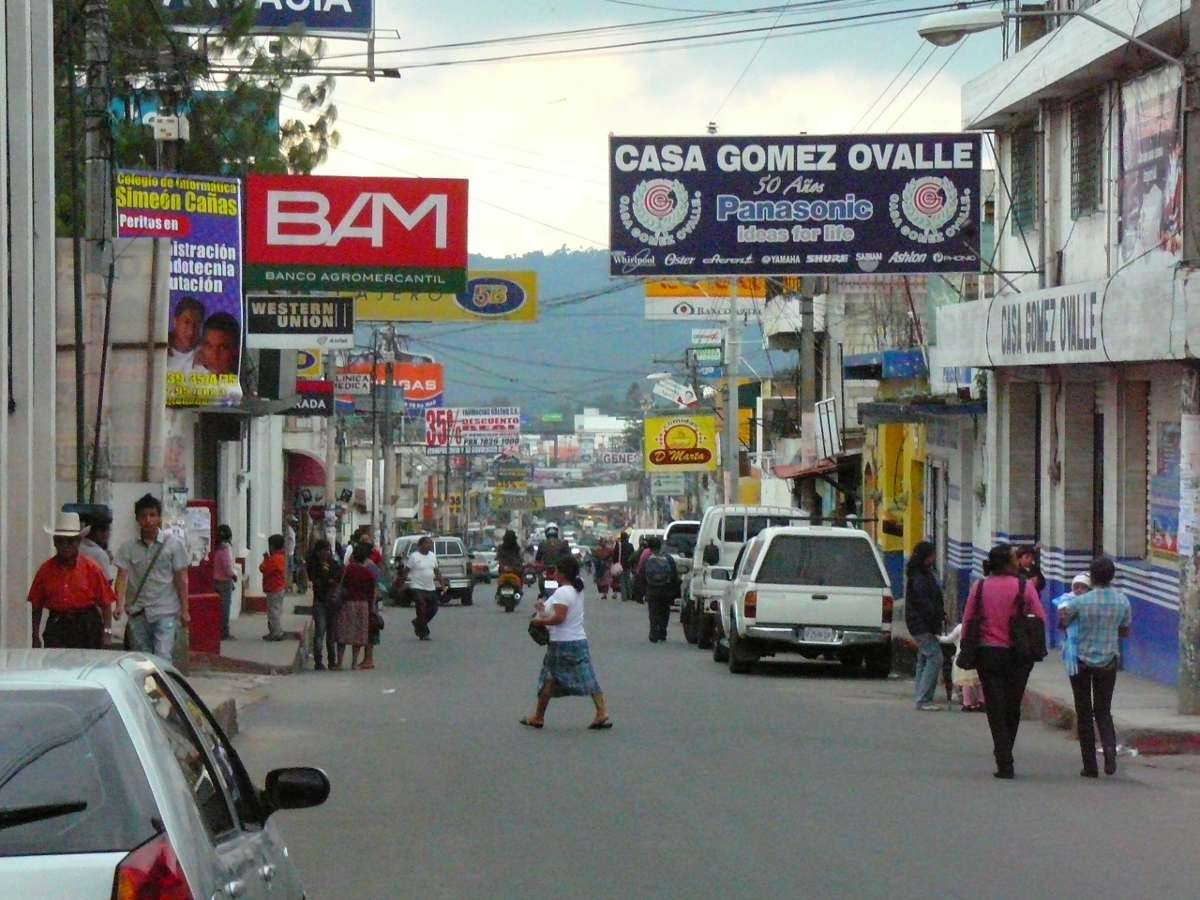
Chimaltenango (2012)

Chimaltenango ist eine Stadt in Guatemala und Verwaltungssitz des Departamentos Chimaltenango sowie der gleichnamigen Großgemeinde (Municipio), welche sich auf 212 km² erstreckt und über 40.000 Einwohner hat.

## Lage und Klima
Die Stadt liegt etwa 55 km westlich von Guatemala-Stadt im zentralen Hochland der Sierra Madre auf etwa 1800 m. Man erreicht Chimaltenango über die Interamericana (CA 1), die zwischen Guatemala-Stadt und Chimaltenango zur Autobahn ausgebaut wurde. Bei Chimaltenango befindet sich der Anschluss zur Schnellstraße nach Antigua Guatemala.
Das Klima in Chimaltenango und Umgebung ist gemäßigt bis kalt. Die Regenzeit dauert von Mai bis Oktober.

## Wirtschaft und Tourismus
Chimaltenango lebt vorwiegend von der Landwirtschaft, vom Handwerk (Ziegeleien von El Tejar) und vom Dienstleistungssektor. Die Stadt profitiert vom regen Durchgangsverkehr und gilt als Handelszentrum. Bars, einfache Gaststätten, Reparaturwerkstätten und Tankstellen prägen das Wirtschaftsleben. An einem Brunnen im zentralen Stadtpark verläuft die Wasserscheide zwischen der atlantischen und pazifischen Region. In der Nähe befindet sich der Wasserpark Balneario Los Aposentos, der am Wochenende gerne von Familien aus der Hauptstadt besucht wird. Etwas weiter westlich, bei dem von Franziskanern gegründeten Ort Tecpán, kann man die ehemalige Cakchiquel-Hauptstadt Iximché besichtigen. Chimaltenango steht touristisch im Schatten von Antigua Guatemala.

## Geschichte
Chimaltenango wurde 1526 von Pedro de Portocarrero, einem Schwiegersohn von Pedro de Alvarado, an der Stelle der früheren Cakchiquel-Festung Bocob gegründet. Frühen spanischen Planungen zufolge sollte hier eine Hauptstadt entstehen, was man dann jedoch zugunsten von Antigua aufgab. Mexikanische Söldner Alvarados gaben der Stadt den Nahuatl-Namen Chimaltenango, der so viel bedeutet wie „Stadt der Schilde“.
Chimaltenango wurde im Jahr 1976 durch ein schweres Erdbeben völlig zerstört.